# Анастасій Пйотровський
Анастасій Пйотровський (хресне ім'я Андрій; вересень 1729, Сусолів, Перемишльської землі — 20 листопада 1792, Добромиль) — український церковний діяч, священник-василіянин, педагог, секретар Руської провінції Василіянського Чину, перший протоігумен утвореної в 1780 році василіянської провінції Найсвятішого Спасителя (1780—1784).

## Життєпис
Народився у вересні 1729 року в селі Сусолів Перемишльської землі (нині, правдоподібно, Самбірський район Львівської області) в сім'ї Петра та Агати. Навчався у Львові. 6 березня 1748 року вступив до Василіянського Чину на новіціят до Добромильського монастиря, де 19 березня 1749 року склав вічні обіти. Вивчав риторику в Гощі, а в серпні 1750 року направлений на філософсько-богословські студії до Свято-Юрського монастиря у Львові. 10 січня 1753 року отримав священичі свячення з рук львівського єпископа Льва Шептицького.
У 1756–1757 роках працював місіонером в Замості, потім був професором філософії в Лаврові (1757–1760) і богослов'я в Добромилі (1760–1762) та Львові (1762–1763). У 1763–1768 роках — особистий секретар протоігумена Руської провінції о. Йосафата Сєдлецького. У 1768 році призначений ігуменом Свято-Юрського монастиря у Львові, а через два роки переведений до Загорівського монастиря на Волині на вікарія і сповідника. На Генеральній капітулі 1772 року в Бересті обраний секретарем провінції, а на провінційній капітулі 1776 року в Уневі — протоконсультором та ігуменом Загорівського монастиря.
На Тороканській капітулі 1780 року, на якій було утворено Галицьку провінцію Найсвятішого Спасителя, о. Анастасій Пйотровський був обраний першим її протоігуменом (1780–1784). У 1783 році, керуючись урядовими декретами, львівський єпископ Петро Білянський відібрав від о. Пйотровського повноваження над монастирями його єпархії, тому у 1784–1785 роках він був протоігуменом лише для василіянських монастирів Перемишльської і Холмської єпархій. 22 грудня 1784 року призначений ігуменом Добромильського монастиря.
Помер 20 листопада 1792 року в Добромилі.

## Cathalogus Alphabeticus
1 вересня 1766 року отець Анастасій Пйотровський започаткував «Алфавітний Каталог Отців і Братів Чину Святого Василія Великого Провінції Покрови Пресвятої Богородиці…» (лат. «Cathalogus Alphabeticus Partum et Fratrum Ordinis Sancti Basilii Magni Provinciae Polonae tituli Protectionis Beatissimae Virginis Mariae…») — рукописний збірник біографічних відомостей (коротких біограм) василіян другої половини XVIII ст. Його наступники довели описи до першої третини ХІХ ст. і тепер збірник нараховує 1188 сторінок, розділених на три томи. «Cathalogus Alphabeticus…» зберігається у Львівській національній науковій бібліотеці України імені Василя Стефаника.

## Зауваги
1. ↑  ЛННБ, Ф. 3, од. зб. 435, 436, 614.